# مقاطعة هانكوك (آيوا)
مقاطعة هانكوك (بالإنجليزية: Hancock County)‏ هي إحدى مقاطعات ولاية آيوا في الولايات المتحدة الأمريكية.